# Ardee Castle
Ardee Castle (auch St. Leger’s Castle, irisch Caisleán Bhaile Átha Fhirdhia) ist ein Tower House in der Castle Street in Ardee im irischen County Louth. Das Tower House wurde im 15. Jahrhundert erbaut, diente im 17. und 18. Jahrhundert als Gefängnis und später, bis Juni 2006 als Gerichtsgebäude des Distrikts. Ardee Castle ist das größte mittelalterliche Tower House auf den britischen Inseln. Die Burg ließ ursprünglich Roger de Peppard im Jahre 1207 errichten, aber von den originalen Mauern ist nicht mehr viel erhalten. Das Gebäude gilt als National Monument.

## Beschreibung
Das rechteckige Gebäude ist vier Stockwerke hoch. Ecktürme sitzen an der Nordwest- und der Südwestecke. Der Haupteingang war außen durch ein Maschikuli und innen durch ein Mörderloch gesichert.
Das Erdgeschoss hat eine Tonnengewölbedecke. Im Nordwestturm führt eine Wendeltreppe zu den oberen Geschossen.
Das Gebäude wurde ununterbrochen genutzt, daher wurden die meisten Fenster im Laufe der Zeit ausgewechselt und modernisiert, aber im Erdgeschoss ist ein zweiflügliges Kielbogenfenster erhalten und im 3. Obergeschoss drei einfache Bogenfenster, deren Laibungen innen ausgeschrägt sind.

## Geschichte
St. Leger’s Castle ließ John St. Leger im 15. Jahrhundert erbauen und es diente als Festung zur Verteidigung des Pale. Über die Jahre wurde es von den O’Neils und auch von den Engländern angegriffen und der englische König Jakob II. nutzte es vor der Schlacht am Boyne sogar als Hauptquartier. 1641 nahm Sir Phelim O’Neil die Stadt in Besitz und richtete im Tower House das Hauptquartier der irischen Armee ein, aber bei deren Rückzug nahmen englische Truppen unter dem Kommando von Sir Henry Tichborne Stadt und Burg erneut ein und richteten eine Garnison ein; O’Neils Nachhut wurde besiegt.